# LEGO Baby

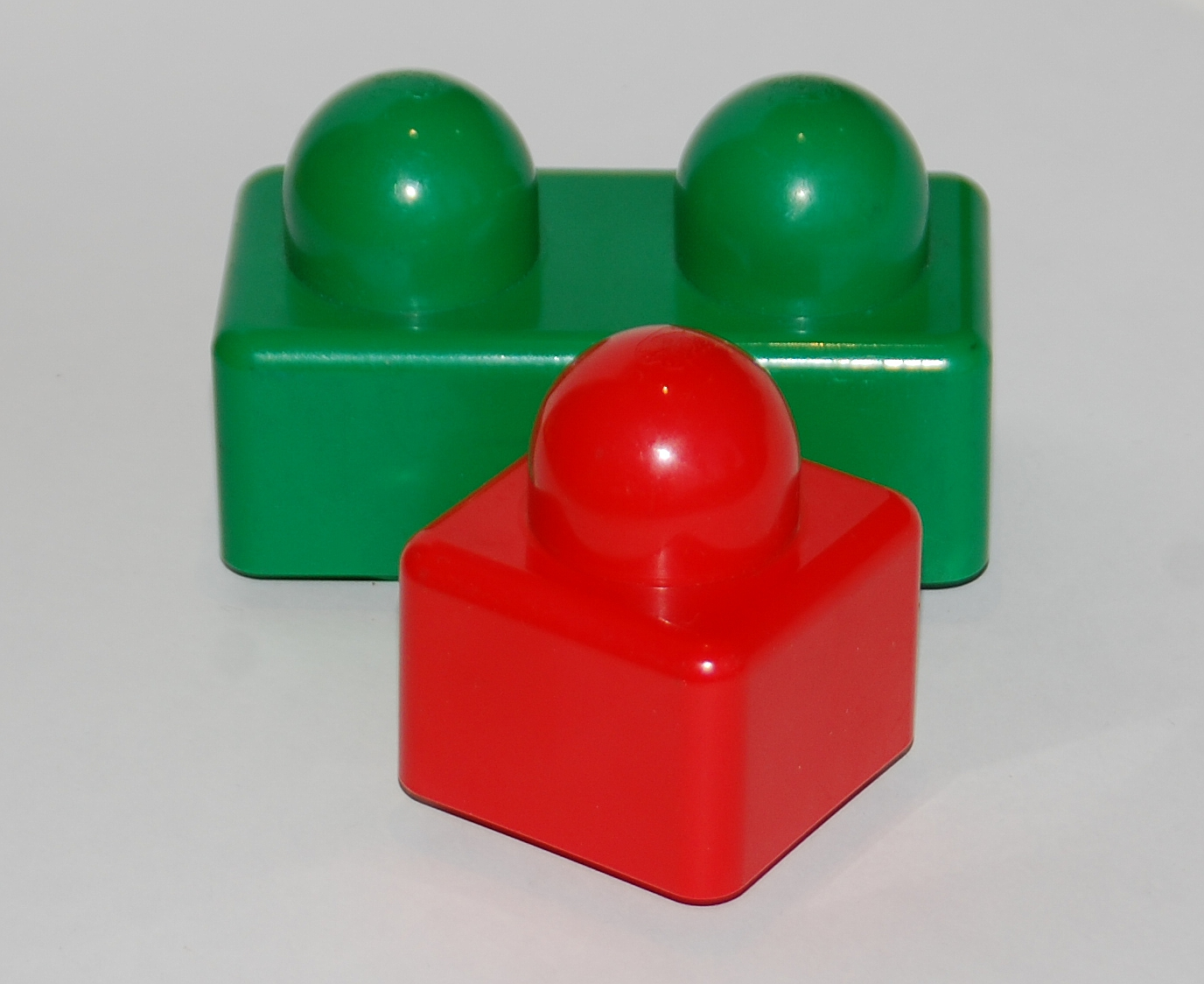
LEGO Baby

Lego Baby is een productlijn van Lego-bouwbloken voor kleine kinderen. Deze blokken zijn extra groot om te voorkomen dat baby's ze inslikken.
De serie stond eerst bekend als Duplo Primo, toen als Lego Primo en nu als Lego Baby.
Lego Babyblokken zijn maar beperkt aanschakelbaar met de andere series. Legoblokjes met dezelfde lengte en breedte kunnen worden vastgemaakt aan de onderkant van de blokken. Voor bouwen met andere systemen aan de bovenkant bestaan er speciale tussenblokken. In 2006 is Lego gestopt met het produceren van Lego Baby.